# Wychowanie
Wychowanie – całokształt wpływów wychowawcy na wychowanka, który ma na celu ukształtowanie człowieka pod względem fizycznym, moralnym i umysłowym.
W szerokim znaczeniu – wychowanie to wszelkie zjawiska związane z oddziaływaniem środowiska społecznego i przyrodniczego na człowieka, kształtujące jego tożsamość, osobowość, postawy; w znaczeniu węższym – oddziaływania organizowane celowo, mające prowadzić do pożądanych zmian w funkcjonowaniu jednostek i grup.

## Ideał wychowania
Najważniejszy cel wychowania człowieka, któremu powinny zostać podporządkowane wszystkie inne cele, treści oraz metody pracy wychowawczej. Jest to ogół norm i celów wpływających na działalność wychowawczą, oraz ustalony bądź przyjęty wzorzec osobowy, którego właściwości uważa się za bez zarzutu i godne do naśladowania dla młodego człowieka.

## Cele wychowania
Cele procesu wychowawczego zależą od czynników społeczno-ustrojowych oraz ekonomicznych danego państwa (zob. historia wychowania, np. wychowanie w starożytnej Grecji i Sparcie, wychowanie w III Rzeszy).

## Proces wychowania
System edukacji i aktywności wychowanków oraz wychowawców, umożliwiający uczniom zmienianie się w zaplanowanym przez wychowawców (nauczycieli) kierunku, to przekształcenie sposobów postrzegania świata, kształtowanie uczuć moralnych i estetycznych, postaw społecznych i przekonań, wszechstronne kształtowanie osobowości wychowanków, a także ich charakteru oraz woli.

## Badanie wychowania
Zgodnie z metodologią badań empirycznych – wychowanie podlega zasadom i normom postępowania badawczego i zaczyna się od diagnozy pedagogicznej.

## Rodzaje wychowania
M.in.:
- wychowanie duchowe (zob. kultura duchowa);
- wychowanie estetyczne;
- wychowanie fizyczne;
- wychowanie moralne;
- wychowanie obywatelskie;
- wychowanie patriotyczne;
- wychowanie personalistyczne
- wychowanie seksualne;
- wychowanie umysłowe (np. Jan Ámos Komenský, Johann Heinrich Pestalozzi, Johann Friedrich Herbart, John Dewey)[2];
- wychowanie w wartościach ludzkich;
- wychowanie zdrowotne;
- edukacja dla pokoju;
- pedagogika społeczna.

## Metody
Jedną z metod wychowania (intencjonalnego) jest świadome i celowe oddziałanie przez pedagoga lub kompetentnego wychowawcę na podmiot wychowania (człowiek) mającego na celu wytworzenie zmian psychicznych w obrębie jego osobowości.

## Pedagodzy i teoretycy wychowania
- Tomasz z Akwinu (traktat o człowieku)[3]
- Jean-Jacques Rousseau (m.in. Emil, czyli o wychowaniu)
- Johann Heinrich Pestalozzi i „nauczanie wychowujące” „nauka o rzeczach”[4]
- Anton Makarenko[5]
- Helena Radlińska i jej pedagogika społeczna
- Maria Łopatkowa i wychowanie emocjonalne (pedagogika serca)[6]